# Ceraclea morsei
Ceraclea morsei là một loài Trichoptera trong họ Leptoceridae. Chúng phân bố ở miền Cổ bắc.